# Nombre de Lundquist
El nombre de Lundquist {\displaystyle (Lu)} és un nombre adimensional utilitzat en la mecànica de fluids i, més precisament, en magnetohidrodinàmica i en la física del plasma. S'utilitza per caracteritzar les ones d'Alfvén unidireccionals. Correspon a la relació de la velocitat d'Alfvén a la velocitat de difusió resistiva.
Aquest nombre porta el nom del físic suec Stig A. S. Lundquist. També s'utilitza el símbol {\displaystyle S} per a representar aquest nombre a la literatura científica.

## Definició
El nombre de Lundquist es defineix
{\displaystyle Lu=\sigma \,B\,l\left({\frac {\mu _{e}}{\rho }}\right)^{0{,}5}}
amb :
- {\displaystyle \sigma } = conductivitat elèctrica
- {\displaystyle l} = gruix de la capa de fluid
- {\displaystyle \rho } = densitat
- {\displaystyle \mu _{e}} = permeabilitat magnètica
- {\displaystyle B} = densitat del camp magnètic

Els nombres de Lundquist alts indiquen plasmes altament conductors, mentre que els nombres de Lundquist baixos indiquen més plasmes resistius. Els experiments amb plasma de laboratori solen tenir nombres de Lundquist entre {\displaystyle 10^{2}-10^{8}}, mentre que en situacions astrofísiques el nombre de Lundquist pot ser més gran que {\displaystyle 10^{20}}. Les consideracions del nombre de Lundquist són especialment importants en la reconnexió magnètica.